# Time to Pretend
“Time to Pretend” —en español: «Momento para fingir»— es el primer sencillo de la banda estadounidense MGMT y está incluido en su álbum debut Oracular Spectacular.
Time to Pretend fue escrito en 2005, pero ha sido remasterizado para incluirlo en Oracular Spectacular.
Llegó a la trigésima posición en el ranking de las 100 mejores canciones del año 2008 compiladas por Pitchfork Media.

## Video musical
El vídeo fue dirigido por Ray Tintori y hace referencia a los clips psicodélicos con el penbores multiplicado decenas de veces. El conjunto da una perspectiva atmosférica.

## Aparición en la cultura popular
«Time to Pretend» ha aparecido en varios programas de televisión, incluyendo la serie de HBO «Pacquiao-Hatton 24/7», Episodio 2, el final de la Temporada 1 de Gossip Girl, que ocuparon un lugar destacado en el extremo final de la segunda serie popular drama adolescente británico Skins y la serie estreno de 90210.
«Time to Pretend» se ha utilizado en las películas de 2008 (por los tráileres) Sex Drive, How to Lose Friends and Alienate People, 21, Saltburn, un tráiler para la película de Tim Burton, Alicia en el País de las Maravillas y en la película de 2011 Warrior. También apareció en la película de 2008 21 Blackjack.
«Time to Pretend» también fue utilizado en Los Exitosos Pells (TV Argentina) en el capítulo 100, que muestra bloopers de la serie.
La banda sonora en el videojuego NHL 2K10.
Aparece en el juego de PlayStation 3 LittleBigPlanet.
Aparece en el tráiler de la película Spiderman Homecoming y de Una película de Minecraft.

## Lista de canciones

### Sencillo en 7"
1. "Time to Pretend"
2. "Weekend Wars"

### Sencillo en CD
1. "Time to Pretend"
2. "Metanoia"

## Posicionamiento en listas
| Listas (2008-09)                            | Mejor posición |
| ------------------------------------------- | -------------- |
| Alemania (Media Control AG)                 | 91             |
| Bélgica (Flandes) (Ultratip Bubbling Under) | 2              |
| Australia (ARIA)                            | 62             |
| Canadá (Canadian Hot 100)                   | 69             |
| Irlanda (IRMA)                              | 33             |
| Japón (Japan Hot 100)                       | 75             |
| Estados Unidos (Bubbling Under Hot 100)     | 9              |
| Estados Unidos (Modern Rock Tracks)         | 23             |
| Reino Unido (UK Singles Chart)              | 35             |
| Unión Europea (European Hot 100)            | 99             |